# 幸福三顆星
《幸福三顆星》，2011年安徽衛視自製偶像劇，安徽鈦金匙國際傳媒有限公司製作，幸福三部曲的第三部，由藍正龍、楊謹華、吳建飛、穎兒主演。2011年6月中旬開拍，2011年9月初殺青，2012年1月在安徽卫视首播，中視於2012年3月18日首播。

## 播出時間
以下時間以當地時間（UTC+8）為準

### 首播
| 頻道     | 所在地 | 播放日期      | 播出時間            |
| -------- | ------ | ------------- | ------------------- |
| 安徽衛視 | 中国   | 2012年1月23日 | 每天19:30-21:30     |
| 央視八套 | 中国   | 2012年1月29日 |                     |
| 中視     | 臺灣   | 2012年3月18日 | 每星期日22:00-24:00 |

### 重播
| 頻道      | 所在地 | 播放日期      | 播出時間                                                                                          |
| --------- | ------ | ------------- | ------------------------------------------------------------------------------------------------- |
| 中視      | 臺灣   | 2012年3月25日 | 每週日16:00-18:00                                                                                 |
| FOX娛樂台 | 臺灣   | 2013年9月19日 | 每週一至五 08:00-10:00 (09/19-10/08)                                                              |
| 中視      | 臺灣   | 2014年2月13日 | 每週二至五 02:00-04:00 (02/13-03/11) (2/18暫停播出)(2/25起改為03:00-05:00) 接檔:求愛365(3/12-4/4) |

## 故事大綱
安少成，一個含著金湯匙出生的富二代公子，他嬌縱無禮、不可一世；辛朵朵，一個經常被誤認為男生的熟齡剩女，她急公好義、憨直誠懇。身分懸殊、個性迥異的兩人卻因為安少成母親的 " 驟逝 " ，而將他們牢牢的栓在一起，這究竟是命運開的玩笑，還是月老牽的紅線呢？
安少成是蕭晴的獨生子，蕭晴是個有雄心壯志的女人，因各性不合與前夫離異後，便帶著獨子為事業打拼，在好友兼忠臣李一陽的全力輔佐下，終於打造出「人間美味」餐飲王國，累積了傲人的財富。除了事業之外，蕭晴最在乎的就是安少成，雖然對他相當寵溺，但也期許甚深，早早送他出國留學，希望他能夠儲備接班實力，偏偏少成無心繼承家業，蕭晴只好詐死，孰料她的詐死為少成的人生及她一手創立的事業都帶來出乎意料難以掌控的危機 …
失去了母親的庇蔭與集團的光環，少成瞬間由天堂墜入地獄，由王子變成了乞丐。儘管生活困頓無家可歸，他依然保有自尊與安家人的風骨，在辛朵朵與眾多長輩、好友的協助與激勵之下，少成慢慢站了起來，培養並激發了厚實的本領，以無比信心奪回了原本屬於母親的「人間美味」與他們母子的家！
少成與朵朵原是八竿子打不著的人，更是互看不順眼的男女，沒想到在磕磕碰碰的相處中，培養出共同成長的革命情感，在經歷了所有的試煉以及難得的台灣考察測試之行，他們已成為感情及事業上的最佳夥伴 …
少成與朵朵深信幸福不是富豪人家的專利，只要心中有愛，人人都能擁有幸福的三顆星！

## 演員陣容

### 主要演員
| 演員   | 角色   | 介紹 | 登場集數 |
| 藍正龍 | 安少成 | 男，27歲，獅子座。玩世不恭的富二代。含著金湯匙出世，人稱「安少」，是典型的公子哥兒。仗著家世背景與母親的疼愛，驕縱無禮、不務正業、成天闖禍，將母親對他的付出視為理所當然。雖然有一群知心好友相伴，但從不知天高地厚的他，鮮少設身處地的為旁人著想，因此為朋友們帶來的「煩惱、困擾」，總是遠多於「付出、關心」。           | 全劇     |
| 楊謹華 | 辛朵朵 | 女，27歲，射手座。誠懇憨直的平凡剩女。一頭帥氣短髮，身材高瘦，常被誤認為大男孩，料理有莫名狂熱，擁有超級敏銳的嗅覺，是老闆不可或缺的左右手。為了母親高額的安養院費用，白天拼了命地兼差賺錢，夜晚則寄宿在「百川飯館」中，過著自我苛刻的生活。雖然生活如此拮据，但她仍熱情誠懇，喜歡幫助弱小、好打抱不平，個性樂觀又陽光。 | 全劇     |
| 吳建飛 | 顧大鵬 | 男，29歲，天蠍座。冷酷心機男。個性陰沉、城府極深，因為種種新仇舊恨，視安少成為眼中釘，有計畫地逐步安排，要讓安少失去所擁有的一切，摧毀他的自信。為了復仇，連愛情也可以拿來作為工具，沒想到最後竟會失去自己的真心。 | 全劇     |
| 颖兒   | 周佳琪 | 女，26歲，天秤座。搖擺不定的千金女。周家唯一的女兒，甫從美國留學歸來，外型亮眼，工作能力亦強，個性好勝不服輸。為了母親的私心，也為了想讓父親對自己另眼相看，總是盡力達成他們各項合理或不合理的要求，就算放棄自己的真心也在所不惜。                                                                                       | 全劇     |
| 李智楠 | 丁維剛 | 男，27歲，巨蟹座。憨厚草食男。和安少、如甄原是玩在一起的朋友，雖然他默默愛戀著的如甄，眼光始終膠著於安少身上。可惜，一場陰錯陽差的誤會，破壞了和諧的友誼，也顛覆他整個人生，更讓他一度與親生弟弟失散，加深維剛對安家的不滿與怨恨。                                                                                       | 全劇     |
| 李金銘 | 李如甄 | 女，25歲，雙魚座。假面天使。李一陽的獨生女兒，兩人相依為命。熱愛舞蹈，原本有機會成為閃亮的芭蕾名伶，但多年前一場意外，讓她失去在站上舞台的能力，而她一點也不怪罪造成意外的安少成，反而感激命運給了她接近少成哥的機會。                                                                                                   | 全劇     |

### 其他演員
| 演員     | 角色   | 介紹 | 登場集數 |
| 陸弈靜   | 蕭晴   | 安少成之母。職場上的女強人，一手打造頂級連鎖餐廳－《人間美味》，在競爭激烈的餐飲界，佔有一席之地。但在婚姻裡，她是不稱職的妻子，親子關係中，則是失敗的母親。獨子安少成在她的過度溺愛下，成了標準的紈褲子弟，而為了導正愛子，她也付出相當代價。 | 全劇     |
| 董至成   | 那百川 | 《百川飯館》的老闆，擁有一身好廚藝，平時最愛碎念，一副愛計較的模樣，但其實心腸特軟，在收留了朵朵、維明之後，又收留了維剛與安少。得知安少是故人之子，更格外關心照顧，非常重情重義。                                                             | 全劇     |
| 陳幼芳   | 曾翠華 | 便利店老闆娘，人稱「華姐」。個性雞婆又好事，與那百川為標準的歡喜冤家，不喜歡任何雌性生物靠近心上人，醋勁十分強大，但心地亦十分善良。常照顧《百川飯館》上下員工，特別是年齡最小的維明和最帥氣的安少。                                           | 全劇     |
| 諸葛紫岐 | 文采珊 | 台灣夢想創投公司的執行長，公私分明，精明幹練，從不感情用事，優雅感性。帶著可觀的商機與企劃前往上海，遇見擁有料裡天分的朵朵、努力振作的安少與對她怦然心動的項允超，並在眾人機關算盡的角力賽中，成為各方亟欲拉攏討好的關鍵人物。                 |          |
| 安東尼   | 陶哲明 | 文采姍的未婚夫。從小在爺爺作主之下，便和采姍訂了親，但兩人始終極力排斥這種「娃娃婚約」。不料，天宇集團項允超的出現，竟意外激起他履行婚約的企圖心。                                                                                             |          |
| 小蠻     | 孟曉薇 | 陶哲明的女友。礙於一場「娃娃婚約」，始終未能獲得陶阿公的認同。一度因為陶哲明的三心兩意而傷心欲絕，甚至差點做出無法挽回的決定，幸而在最後關頭，陶哲明即時回頭，兩人誤會冰釋、重修舊好。                                                         |          |
| 路嘉欣   | 宋欣薪 | 文采姍的貼身助理，工作態度雖然很積極負責，但個性迷糊天真，有時會做出令人啼笑皆非的事。曾對安少成有所迷戀，但最後選擇默默的祝福他與朵朵。 |          |
| 阿部力   | 店長   | 《人間美味》店長，對餐廳有高度忠誠，對客人也有服務的熱情。為人正直，在安少剛進入店內實習時，不畏其準接班人的身分，仍一視同仁，對他進行嚴格訓練。                                                                                               |          |
| 李勝榮   | 李一陽 | 身為總裁特助，是蕭晴事業上最忠實的部屬，同時也是生活上最貼心的好朋友。原本受蕭晴之囑託，配合演出詐死計劃，沒想到他卻做出令所有人都不敢置信的決定，取代安少，成為集團新任總裁，究竟背後的真相為何呢？                                           | 全劇     |
| 周大慶   | 周敬   | 《經典廣告行銷》董事長。對於事業有強烈的企圖心，在《經典》發生營運困難時，將腦筋轉移到《人間美味》上。為了取得外援，不惜以親情為工具。 |          |
| 嚴景瑤   | 葉敏芳 | 周敬之妻。為人勢利且嫌貧愛富，一心想讓女兒嫁入豪門，自己好順勢成為上流社會的貴婦。 |          |
| 徐志賀   | 蕭強   | 蕭晴之弟。個性軟弱怕吃苦，一直賴在姐姐身邊，不思進取，總是好高騖遠，幻想一夕成功。 |          |
| 范曉波   | 呂美慈 | 蕭強之妻。因為太了解丈夫有幾兩重，所以生活得非常沒有安全感，導致她凡事斤斤計較，一切金錢至上。 |          |
| 高振鵬   | 陶阿公 | 渡假村的董事長，性格頑固又難纏，為了一段年少不能如願的戀情，堅持孫子必須遵守自己為他們訂下的婚約，無視兩方的真心與各自己有感情歸屬的事實。 |          |
| 劉超     | 丁維明 | 丁維剛之弟，早熟、乖巧、懂事。遭逢家變後一度流落街頭，被熱心善良的朵朵帶回《百川飯館》，因此非常依賴他口中的「朵朵姊姊」。 | 全劇     |
| 蜆仔     | 阿仁   | 度假村員工，身兼數職，一下子是卡通人偶，一下子又是魔術師，模樣滑稽逗趣，常能逗得客人哈哈大笑。為人熱心，幫了安少與朵朵不少忙。 |          |
| 大晟     | 老大   | 在夜市叫賣的兄弟檔，幽默風趣又熱情，讓第一次逛夜市的安少與朵朵，親身體驗到獨特的台灣夜市文化。 |          |
| 小光     | 老二   | 在夜市叫賣的兄弟檔，幽默風趣又熱情，讓第一次逛夜市的安少與朵朵，親身體驗到獨特的台灣夜市文化。 |          |
| 大衛     | 老三   | 在夜市叫賣的兄弟檔，幽默風趣又熱情，讓第一次逛夜市的安少與朵朵，親身體驗到獨特的台灣夜市文化。 |          |

### 客串演出
| 演員   | 角色   | 介紹 | 登場集數       |
| 明道   | 尹定強 | 《幸福一定強》男主角。尹氏企業負責人，是安少成多年好友。與妻子潘曉諾感情甜蜜，只可惜尹家三代單傳，造成曉諾生子的壓力，甚至誤以為他與朵朵有曖昧，讓定強感到些許無奈，幸而很快就誤會冰釋、雨過天晴。                   | 第1、2、3、5集 |
| 陳庭妮 | 潘曉諾 | 《幸福一定強》女主角。熱情開朗的小女人，歷經種種波折，終於和尹家少東定強，展開幸福美滿的人生。婚後一度因為生子壓力，不再神采奕奕，但幸好有定強的悉心呵護，最後不僅重展笑容，也一償多年來的心願。                     | 第1、2、3、5集 |
| 賀軍翔 | 項允   | 《幸福最晴天》男主角。原為天宇集團接班人，不僅是媒體寵兒，也是女性心目中的超級金龜婿，但在與飯店員工方詠詠意外相識相戀後，毅然決定放棄令眾人羨慕的一切，陪伴詠詠，實現兩人共同的夢想。                               | 第1集          |
| 張鈞甯 | 方詠詠 | 《幸福最晴天》女主角。項允杰的妻子，也是一般人口中的標準灰姑娘，原為飯店清潔人員，因為一場荒謬的契約婚姻，卻意外獲得生命中最真誠的愛情。在允杰的陪伴下，共同守著夢想中的烘焙屋－《向日葵的家》，並生了一對可愛的三胞胎。 | 第1集          |
| 李易峰 | 項允超 | 《幸福最晴天》男配角。天宇集團的現任負責人，也是安少成的超級死黨，性格沉穩，行事有度。在安少落魄時，一直給予鼓勵與積極協助，企圖讓好朋友重返《人間美味》經營核心，而過程中也意外遇見令自己心動的真命天女－文采姍。   | 第1集          |
| 王心悅 | 吳領班 | 領班。 |                |
| 黃瑛   | 顧母   | 顧大鵬之母。兩年前的車禍而住進療養院。 |                |
| 王道   | 安父   | 陶藝家。 |                |
| 高明偉 |        | 中藥店老闆。 |                |
| 明聖   | 洛雨聲 | |                |
| 楊謹華 | 辛菲   | 辛朵朵之母，周敬前女友。(30幾年前的事情) |                |

## 電視劇歌曲
| 曲序 | 曲目                 |                | 作曲           | 演唱者       |
| ---- | -------------------- | -------------- | -------------- | ------------ |
| 1.   | 這一次愛妳（片頭曲） | 林尚德         | COLOR BAND可樂 | COLOR BAND   |
| 2.   | 說愛 不愛（片尾曲）  | 郭偉聰、陳建寧 | 郭偉聰         | 陳思函(CSHA) |
| 3.   | 如果你說愛我（插曲） | 呂至傑         | 呂至傑         | 李金銘       |
| 4.   | 溫柔的星星（插曲）   | 林尚德         | COLOR BAND小剛 | 吳建飛       |
| 5.   | 幸福微笑曲（插曲）   | 胡大數         | 陳思函(CSHA)   | 陳思函(CSHA) |
| 6.   | 奢侈的幸福（插曲）   | 董基鑑、李毓芝 | 董基鑑         | 陳思函(CSHA) |
| 7.   | 夢想潛行（插曲）     | 林尚德         | COLOR BAND小剛 | COLOR BAND   |
| 8.   | 功夫料理王（插曲）   |                |                | COLOR BAND   |
| 9.   | 沒有人（插曲）       | 呂至傑         | 呂至傑         | 解偉苓       |

## 相關商品
- 《幸福三顆星 愛的美味秘方》寫真紀實書2012年1月31日正式出版。

## 重要場景
- 桃園縣

- 復興鄉小烏來天空步道
- 大溪老街
- 後慈湖
- 角板山行館（角板山）

- MUSE（劉嘉玲投資的夜店）
- 中國上海市百川飯館
- 苗栗泰安泰安觀止溫泉飯店

## 收視率

### 中視週日晚間首播
| 播映日期      | 集數       | 平均收視率 | 收視排名 | 備註   |
| ------------- | ---------- | ---------- | -------- | ------ |
| 2012年3月18日 | 01         | 0.71       | 4        |        |
| 2012年3月25日 | 02         | 0.60       | 4        |        |
| 2012年4月1日  | 03         | 0.53       | 4        |        |
| 2012年4月8日  | 04         | 0.56       | 4        |        |
| 2012年4月15日 | 05         | 0.49       | 4        |        |
| 2012年4月22日 | 06         | 0.45       | 4        |        |
| 2012年4月29日 | 07         | 0.60       | 4        |        |
| 2012年5月6日  | 08         | 0.47       | 4        |        |
| 2012年5月13日 | 09         | 0.49       | 4        |        |
| 2012年5月20日 | 10         | 0.58       | 4        |        |
| 2012年5月27日 | 11         | 0.50       | 4        |        |
| 2012年6月3日  | 12         | 0.61       | 3        |        |
| 2012年6月10日 | 13         | 0.63       | 2        |        |
| 2012年6月17日 | 14         | 0.69       | 3        | 完結篇 |
| 平均收視率    | 平均收視率 | 0.56       |          |        |

- 同時段偶像劇：台視《向前走向愛走》、華視《粉愛粉愛你／給愛麗絲的奇蹟》、民視《華麗的挑戰／絕對達令》
- 由AGB尼爾森調查，調查範圍是四歲以上收看電視之觀眾。

## 製作團隊
- 製作人：陳燕萍、羅法平
- 編　劇：陳佩吟 藍今翎
- 導　演：林子平
- 製作公司：鑫海影視製作公司、安徽鈦金匙國際傳媒有限公司

## 新聞
- 楊謹華拍戲求逼真 遭酒瓶砸身
- 情人節藍正龍曾下廚 楊謹華愛煮夫
- 3生3旦捧《三顆星》 （页面存档备份，存于）

## 外部連結
- 《幸福三顆星》官方Facebook
- 《幸福三顆星》中視官方網站 （页面存档备份，存于）
- 《幸福三颗星》新浪网專題 （页面存档备份，存于）
- 《幸福三颗星》安徽卫视專題

## 作品的變遷
| 中国安徽卫视 19:35-21:15 第一剧场                                                                               | 中国安徽卫视 19:35-21:15 第一剧场    | 中国安徽卫视 19:35-21:15 第一剧场 |
| --- | ------------------------------------ | --------------------------------- |
| | 幸福三顆星 （2012.01.23-2012.02.07） |                                   |
| 我的娜塔莎 （2012.01.01-2012.01.20） 龙腾江淮-2012安徽卫视春节联欢晚会 （2012.01.21） 壹周立波秀 （2012.01.22） | 小姨多鶴 （2012.02.08-2012.02.17）   |                                   |

| 中視 星期日22:00~24:00               | 中視 星期日22:00~24:00                     | 中視 星期日22:00~24:00 |
| ------------------------------------ | ------------------------------------------ | ---------------------- |
|                                      | 幸福三顆星 （2012.03.18 -2012.06.17)       |                        |
| 門當父不對 (2011.11.13 - 2012.03.11) | 愛啊哎呀，我願意 (2012.06.24 - 2012.10.07) |                        |

| 衛視中文台 週六 00:00 - 02:00        | 衛視中文台 週六 00:00 - 02:00        | 衛視中文台 週六 00:00 - 02:00 |
| ------------------------------------ | ------------------------------------ | ----------------------------- |
|                                      | 幸福三顆星 (2012.06.23 - 2012.09.22) |                               |
| 翻糖花園 （2012.03.03 - 2012.06.16） | 移動星樂園 （2012.09.29 - 2013.）    |                               |

| 城市电视 周一至周五16:00及22:35        | 城市电视 周一至周五16:00及22:35        | 城市电视 周一至周五16:00及22:35 |
| -------------------------------------- | -------------------------------------- | ------------------------------- |
|                                        | 幸福三顆星 （2013.07.29 - 2013.09.10） |                                 |
| 摩登新人類 （2013.06.17 - 2013.07.26） | 暂定                                   |                                 |